# Cole M. Greif-Neill
Cole M. Greif-Neill je americký hudebník, hudební producent a zvukový inženýr. Studoval na Newyorské univerzitě. V roce 2006 se oženil se zpěvačkou Ramonou Gonzalez, s níž často spolupracoval jako producent i hudebník. Rovněž byl členem skupiny Ariel Pink's Haunted Graffiti. Řadu let spolupracoval coby zvukový inženýr se zpěvákem Beckem, a to jak na jeho vlastních nahrávkách, tak i na těch, které produkoval – například Demolished Thoughts (2011) od Thurstona Moorea. Během své kariéry spolupracoval s mnoha dalšími hudebníky, mezi něž patří například The Vaccines a Dâm-Funk. Je dlouholetým spolupracovníkem zpěvačky Julie Holter. V roce 2016 vydal vlastní extended play.

## Diskografie
- Good Evening (Nite Jewel, 2008)
- Reminiscences (Ariel Pink's Haunted Graffiti, 2009)
- Something About the Chaparrals (Pearl Harbor, 2009)
- Before Today (Ariel Pink's Haunted Graffiti, 2010)
- Stage Whisper (Charlotte Gainsbourg, 2011)
- Demolished Thoughts (Thurston Moore, 2011)
- One Second of Love (Nite Jewel, 2012)
- Ekstasis (Julia Holter, 2012)
- 3 Pears (Dwight Yoakam, 2012)
- 7 Days of Funk (Snoop Dogg a Dâm-Funk, 2013)
- Vex Ruffin (Vex Ruffin, 2013)
- Loud City Song (Julia Holter, 2013)
- Pom Pom (Ariel Pink, 2014)
- Have You in My Wilderness (Julia Holter, 2015)
- English Graffiti (The Vaccines, 2015)
- The Hills (Nick Krgovich, 2016)
- Liquid Cool (Nite Jewel, 2016)
- Yes Lawd! (NxWorries, 2016)
- Nite-Funk (Nite-Funk, 2016)
- As Light as Light (Inc., 2016)
- Seth Bogart (Seth Bogart, 2016)
- Colors (Beck, 2017)
- Mister Mellow (Washed Out, 2017)
- Real High (Nite Jewel, 2017)
- In Mind (Real Estate, 2017)
- Aviary (Julia Holter, 2018)
- Combat Sports (The Vaccines, 2018)
- Chris (Christine and the Queens, 2018)
- New Breed (Dawn Richard, 2019)
- Wallop (!!!, 2019)
- Hyperspace (Beck, 2019)
- Low (Kossisko, 2019)
- Everything's Strange Here (G-Eazy, 2020)
- Rancho Catastrophe (Terror Jr, 2020)